# FK Iberija 1999 Tbilisi
Iberija 1999 gruzijski je nogometni klub iz Tbilisija.

## Povijest
Klub je osnovan 20. kolovoza 1999. u Tbilisiju pod nazivom Saburtalo.
Klub je 2005. godine kupila Iberia Business Group, čiji je vlasnik, Tariel Hečikašvili, kasnije postao gruzijski ministar sporta i mladeži.
Saburtalo ima jednu od najboljih nogometnih akademija u Gruziji. Stadion na kojem igra Saburtalo se zove Stadion Mihail Meshi. Saburtalo je 2024. preimenovan u Iberija 1999, djelomično iz marketinških razloga, kako bi ojačao povezanost s državom (povijesno ime Gruzije je Iberija) i istovremeno smanjio vezu s  rajonom Saburtalo.

## Uspjesi
- Erovnuli Liga (2): 2018., 2024.
- Erovnuli Liga 2 (1): 2014./15.
- Gruzijski nogometni kup (1): 2019., 2021., 2023.
- Gruzijski nogometni superkup (1): 2020.

## Vanjske poveznice
- Službena web-stranica kluba